# Indra (azienda)
Indra Sistemas è una multinazionale spagnola nel settore IT e una delle principali in Europa ed America Latina. Indra è il secondo gruppo industriale europeo del settore per capitalizzazione in borsa, nonché la seconda impresa spagnola per investimenti in ricerca e sviluppo. Nel 2008 le sue vendite hanno raggiunto i 2.380 M€, dei quali un terzo procedenti dal mercato internazionale. Conta più di 43.000 professionisti con clienti in più di 100 paesi del mondo.
Indra opera nei settori della sicurezza, difesa, finanza, salute, pubblica amministrazione, telecomunicazioni e media e IoT.

## Struttura dell'azionariato
Secondo le fonti ufficiali, la struttura azionaria della società nel 2025 è la seguente:
| Società                                                 | Azioni |
| ------------------------------------------------------- | ------ |
| Sociedad Estatal de Participaciones Industriales (SEPI) | 28,00% |
| Escribano                                               | 14,30% |
| SAPA                                                    | 7,94%  |
| Amber Capital                                           | 7,24%  |
| D.E. Shaw & Co.                                         | 3,51%  |
| altri                                                   | 39,01% |